# This House Is Not for Sale Tour
Il This House Is Not for Sale Tour è il diciottesimo tour mondiale del gruppo musicale statunitense Bon Jovi, a supporto del suo quindicesimo album in studio, This House Is Not for Sale.

## Artisti d'apertura
La seguente lista rappresenta il numero correlato agli artisti d'apertura nella tabella delle date del tour.
- The Kills = 1
- Airbag = 2
- Birds of Tokyo = 3
- Blackberry Smoke = 4
- Def Leppard = 5
- Kensington = 6
- Navarone = 7
- Manic Street Preachers = 8
- Goo Goo Dolls = 9

## Date del tour
| N.D. |
| ---- |

| N.D. |
| ---- |

## Festival
| Data              | Città                 | Stato       | Luogo                    | Artisti d'apertura | Festival       |
| Sud America       | Sud America           | Sud America | Sud America              | Sud America        | Sud America    |
| ----------------- | --------------------- | ----------- | ------------------------ | ------------------ | -------------- |
| 22 settembre 2017 | Rio de Janeiro        | Brasile     | Barra Olympic Park       | N.D.               | Rock in Rio    |
| 23 settembre 2017 | San Paolo del Brasile | Brasile     | Allianz Parque           | N.D.               | São Paulo Trip |
| Europa            |                       |             |                          |                    |                |
| 14 luglio 2019    | Werchter              | Belgio      | Werchter Festival Ground | N.D.               | Rock Werchter  |
| Sud America       |                       |             |                          |                    |                |
| 29 settembre 2019 | Rio de Janeiro        | Brasile     | Barra Olympic Park       | 9                  | Rock in Rio    |

## La band
- Jon Bon Jovi - Voce principale, chitarra ritmica
- David Bryan - Tastiere, Cori
- Tico Torres - Batteria
- Hugh McDonald - Basso, Cori
- Phil X - Chitarra, cori
- John Shanks - Chitarra, cori

### Altri musicisti
- Everett Bradley - Percussioni, cori